# Hawk Ostby
Hawk Ostby est un scénariste. Il a collaboré avec Mark Fergus pour tous ses scénarios.

## Filmographie
- 2003 : Consequence
- 2006 : First Snow
- 2006 : Les Fils de l'homme, adaptation
- 2008 : Iron Man, adaptation